# Грузинський (селище)
Грузи́нський (рос. Грузинский), також Грузи́нка (тат. Грузинка) — селище в Зеленодольському районі Республіки Татарстан (Росія). Входить до Новопольського сільського поселення. Розташоване за 15 км на схід від міста Зеленодольськ. Найближчий населений пункт — селище Новочуваське. Через селище проходить автомагістраль Казань — Нижній Новгород, за 1 км на північ від нього розташована Раїфська ділянка Волзько-Камського заповідника. Населення Грузинського складають росіяни та чуваші.

## Історія
Засноване 1925 року. Спочатку входило до Арського кантону Татарської АРСР. З 14 лютого 1927 року в складі Казанського району, з 4 серпня 1938 року — Юдинського району. Остаточна зміна адміністративної приналежності відбулась 16 липня 1958 року, коли селище підпорядкували Зеленодольському району республіки.